# Sidi Jaber (kommun)
Sidi Jaber (franska: Sidi Jaber (CR), Sidi Jaber (Commune Rurale), arabiska: أولاد ايعيش) är en kommun i Marocko.   Den ligger i provinsen Béni Mellal och regionen Béni Mellal-Khénifra, i den nordöstra delen av landet, 190 km söder om huvudstaden Rabat. Antalet invånare är 13 985.